# Championnat de Russie de football de troisième division 2014-2015
Navigation
Édition précédente Édition suivante
La saison 2014-2015 de PFL est la vingt-troisième édition de la troisième division russe. C'est la quatrième édition à suivre un calendrier « automne-printemps » à cheval sur deux années civiles. Elle prend place du 12 juillet 2014 au 5 juin 2015.
Soixante-quatorze clubs du pays sont divisés en cinq zones géographiques (Centre, Est, Ouest, Oural-Povoljié, Sud) contenant entre neuf et dix-neuf équipes chacune, où ils s'affrontent deux à quatre fois, à domicile et à l'extérieur. En fin de saison, le dernier de chaque zone est relégué en quatrième division, tandis que le vainqueur de chaque zone est directement promu en deuxième division.

## Compétition

### Règlement
Le classement est établi sur le barème de points suivant : trois points pour une victoire, un pour un match nul et aucun pour une défaite. Pour départager les équipes à égalité de points, les critères suivants sont utilisés :
1. Nombre de matchs gagnés
2. Confrontations directes (points, matchs gagnés, différence de buts, buts marqués, buts marqués à l'extérieur)
3. Différence de buts générale
4. Buts marqués (général)
5. Buts marqués à l'extérieur (général)[1]

### Zone Centre

#### Participants
Légende des couleurs
- Promu de quatrième division

| Club                     | D3 depuis | Classement 2013-2014 |
| ------------------------ | --------- | -------------------- |
| Vitiaz Podolsk           | 2010      | 2                    |
| Fakel Voronej            | 2012      | 3                    |
| Dinamo Briansk           | 2013      | 5                    |
| FK Kalouga               | 2010      | 6                    |
| Podolie Podolsk          | 2011      | 7                    |
| Avangard Koursk          | 2011      | 8                    |
| Metallourg Lipetsk       | 2010      | 9                    |
| Zénith Penza             | 2010      | 10                   |
| FK Riazan                | 2010      | 11                   |
| FK Tambov                | 2013      | 12                   |
| FK Orel                  | 2008      | 13                   |
| Lokomotiv Liski          | 2005      | 14                   |
| Metallourg Vyksa         | 2012      | 15                   |
| Vybor-Kourbatovo Voronej | 2014      | 1 (D4, Tchernozem)   |
| Arsenal-2 Toula          | 2014      | Formation            |
| Tchertanovo Moscou       | 2014      | Réinscription        |

#### Classement
| Rang | Équipe                     | Pts | J  | G  | N  | P  | Bp | Bc | Diff |
| ---- | -------------------------- | --- | -- | -- | -- | -- | -- | -- | ---- |
| 1    | Fakel Voronej              | 80  | 30 | 25 | 5  | 0  | 64 | 14 | +50  |
| 2    | FK Riazan                  | 69  | 30 | 21 | 6  | 3  | 51 | 13 | +38  |
| 3    | FK Tambov                  | 65  | 30 | 19 | 8  | 3  | 71 | 26 | +45  |
| 4    | Lokomotiv Liski            | 53  | 30 | 15 | 8  | 7  | 34 | 22 | +12  |
| 5    | Zénith Penza               | 49  | 30 | 14 | 7  | 9  | 32 | 22 | +10  |
| 6    | FK Kalouga                 | 49  | 30 | 14 | 7  | 9  | 42 | 31 | +11  |
| 7    | Metallourg Lipetsk         | 49  | 30 | 13 | 10 | 7  | 42 | 29 | +13  |
| 8    | Vitiaz Podolsk             | 44  | 30 | 12 | 8  | 10 | 43 | 47 | -4   |
| 9    | Avangard Koursk            | 43  | 30 | 13 | 4  | 13 | 45 | 35 | +10  |
| 10   | Dinamo Briansk             | 38  | 30 | 9  | 11 | 10 | 30 | 26 | +4   |
| 11   | Vybor-Kourbatovo Voronej P | 29  | 30 | 7  | 8  | 15 | 22 | 46 | -24  |
| 12   | Podolie Podolsk            | 28  | 30 | 9  | 1  | 20 | 30 | 58 | -28  |
| 13   | FK Orel                    | 20  | 30 | 5  | 5  | 20 | 25 | 59 | -34  |
| 14   | Metallourg Vyksa           | 19  | 30 | 5  | 4  | 21 | 16 | 57 | -41  |
| 15   | Tchertanovo Moscou P       | 18  | 30 | 4  | 6  | 20 | 30 | 63 | -33  |
| 16   | Arsenal-2 Toula P          | 11  | 30 | 1  | 8  | 21 | 19 | 54 | -35  |

Promotion en deuxième division
- 1er : promotion

Relégation en quatrième division
- 12e : rétrogradation

- 11e et 14e : abandon

Abréviations
- P : Promu de quatrième division
- R : Relégué de deuxième division

1. ↑  Le Vybor-Kourbatovo Voronej abandonne la compétition en mars 2015. Ses matchs restants sont comptés comme des défaites sur tapis vert sur le score de 3-0 en faveur de l'équipe adverse.
2. ↑  Le Podolie Podolsk est dissous à l'issue de la saison en raison de ses problèmes de dettes.
3. ↑  Le Metallourg Vyksa est dissous en février 2015. Ses matchs restants sont comptés comme des défaites sur tapis vert sur le score de 3-0 en faveur de l'équipe adverse.

### Zone Est

#### Participants
Légende des couleurs
- Promu de quatrième division

| Club                         | D3 depuis | Classement 2013-2014 |
| ---------------------------- | --------- | -------------------- |
| FK Tchita                    | 2010      | 2                    |
| Smena Komsomolsk-sur-l'Amour | 2002      | 3                    |
| Baïkal Irkoutsk              | 2010      | 5                    |
| Iakoutia Iakoutsk            | 2011      | 6                    |
| Irtych Omsk                  | 2011      | 7                    |
| Sibir-2 Novossibirsk         | 2011      | 8                    |
| Metallourg Novokouznetsk     | 2014      | 1 (D4, Sibérie)      |
| Tom-2 Tomsk                  | 2014      | Formation            |
| Dinamo Barnaoul              | 2014      | Réinscription        |

#### Classement
| Rang | Équipe                       | Pts | J  | G  | N  | P  | Bp | Bc | Diff |
| ---- | ---------------------------- | --- | -- | -- | -- | -- | -- | -- | ---- |
| 1    | Baïkal Irkoutsk              | 44  | 24 | 11 | 11 | 2  | 37 | 18 | +19  |
| 2    | Irtych Omsk                  | 43  | 24 | 12 | 7  | 5  | 35 | 17 | +18  |
| 3    | Metallourg Novokouznetsk P   | 43  | 24 | 11 | 10 | 3  | 38 | 19 | +19  |
| 4    | Smena Komsomolsk-sur-l'Amour | 38  | 24 | 10 | 8  | 6  | 25 | 20 | +5   |
| 5    | FK Tchita                    | 36  | 24 | 10 | 6  | 8  | 27 | 30 | -3   |
| 6    | Dinamo Barnaoul P            | 34  | 24 | 10 | 4  | 10 | 43 | 39 | +4   |
| 7    | Iakoutia Iakoutsk            | 20  | 24 | 6  | 2  | 16 | 28 | 47 | -19  |
| 8    | Sibir-2 Novossibirsk         | 20  | 24 | 5  | 5  | 14 | 27 | 40 | -13  |
| 9    | Tom-2 Tomsk P                | 18  | 24 | 5  | 3  | 16 | 25 | 55 | -30  |

Promotion en deuxième division
- 1er : promotion

Abréviations
- P : Promu de quatrième division

### Zone Ouest

#### Participants
Légende des couleurs
- Promu de quatrième division

| Club                           | D3 depuis | Classement 2013-2014 |
| ------------------------------ | --------- | -------------------- |
| Tekstilchtchik Ivanovo         | 2011      | 2                    |
| FK Khimki                      | 2013      | 3                    |
| Pskov-747                      | 2008      | 4                    |
| Spartak-2 Moscou               | 2013      | 4 (Centre)           |
| Dniepr Smolensk                | 2009      | 5                    |
| Torpedo Vladimir               | 2013      | 6                    |
| FK Dolgoproudny                | 2012      | 8                    |
| Zénith-2 Saint-Pétersbourg     | 2013      | 10                   |
| Stroguino Moscou               | 2013      | 11                   |
| Spartak Kostroma               | 1998      | 12                   |
| FK Kolomna                     | 2013      | 13                   |
| Znamia Trouda Orekhovo-Zouïevo | 2007      | 14                   |
| Volga Tver                     | 2004      | 16                   |
| Saturn Ramenskoïe              | 2014      | 11 (D4, Podmoskovié) |
| Domodedovo Moscou              | 2014      | 12 (D4, Moscou)      |
| Soliaris Moscou                | 2014      | 16 (D4, Moscou)      |

#### Classement
| Rang | Équipe                         | Pts | J  | G  | N | P  | Bp | Bc | Diff |
| ---- | ------------------------------ | --- | -- | -- | - | -- | -- | -- | ---- |
| 1    | Spartak-2 Moscou               | 66  | 30 | 20 | 6 | 4  | 66 | 26 | +40  |
| 2    | Zénith-2 Saint-Pétersbourg     | 57  | 30 | 18 | 3 | 9  | 78 | 41 | +37  |
| 3    | Stroguino Moscou               | 54  | 30 | 16 | 6 | 8  | 39 | 29 | +10  |
| 4    | FK Khimki                      | 54  | 30 | 15 | 9 | 6  | 42 | 27 | +15  |
| 5    | Tekstilchtchik Ivanovo         | 53  | 30 | 15 | 8 | 7  | 51 | 29 | +22  |
| 6    | FK Dolgoproudny                | 51  | 30 | 14 | 9 | 7  | 46 | 39 | +7   |
| 7    | Saturn Ramenskoïe P            | 50  | 30 | 15 | 5 | 10 | 42 | 31 | +11  |
| 8    | Torpedo Vladimir               | 48  | 30 | 14 | 6 | 10 | 41 | 36 | +5   |
| 9    | Pskov-747                      | 42  | 30 | 11 | 9 | 10 | 39 | 38 | +1   |
| 10   | Domodedovo Moscou P            | 36  | 30 | 9  | 9 | 12 | 48 | 51 | -3   |
| 11   | Volga Tver                     | 32  | 30 | 9  | 5 | 16 | 36 | 54 | -18  |
| 12   | Soliaris Moscou P              | 28  | 30 | 8  | 4 | 18 | 39 | 59 | -20  |
| 13   | Spartak Kostroma               | 28  | 30 | 7  | 7 | 16 | 26 | 39 | -13  |
| 14   | Dniepr Smolensk                | 28  | 30 | 7  | 7 | 16 | 26 | 32 | -6   |
| 15   | FK Kolomna                     | 23  | 30 | 6  | 5 | 19 | 28 | 67 | -39  |
| 16   | Znamia Trouda Orekhovo-Zouïevo | 18  | 30 | 4  | 6 | 20 | 21 | 59 | -38  |

Promotion en deuxième division
- 1er et 2e : promotion

Relégation en quatrième division
- 7e : rétrogradation

Abréviations
- P : Promu de quatrième division

1. ↑  Le Saturn Ramenskoïe ne s'inscrit pas pour la saison 2015-2016 en raison de ses problèmes financiers.

### Zone Oural-Povoljié
Dans la zone Oural-Povoljié, les onze équipes s'affrontent par deux fois avant d'être divisées en deux groupes, promotion et relégation, composés de respectivement six et cinq équipes qui s'affrontent une fois pour déterminer le classement final.

#### Participants
Légende des couleurs
- Relégué de deuxième division

| Club                     | D3 depuis | Classement 2013-2014 |
| ------------------------ | --------- | -------------------- |
| Neftekhimik Nijnekamsk   | 2014      | 17 (D2)              |
| Volga Oulianovsk         | 2009      | 2                    |
| Kamaz Naberejnye Tchelny | 2012      | 3                    |
| FK Tcheliabinsk          | 1998      | 4                    |
| Zénith Ijevsk            | 2011      | 5                    |
| Syzran-2003              | 2011      | 6                    |
| Lada Togliatti           | 2012      | 7                    |
| Nosta Novotroïtsk        | 2010      | 8                    |
| Dinamo Kirov             | 1999      | 10                   |
| Spartak Iochkar-Ola      | 2012      | 11                   |
| Rubin-2 Kazan            | 2004      | 12                   |

#### Première phase
| Rang | Équipe                   | Pts | J  | G  | N  | P  | Bp | Bc | Diff |
| ---- | ------------------------ | --- | -- | -- | -- | -- | -- | -- | ---- |
| 1    | Kamaz Naberejnye Tchelny | 48  | 20 | 14 | 6  | 0  | 35 | 5  | +30  |
| 2    | Zénith Ijevsk            | 37  | 20 | 11 | 4  | 5  | 34 | 18 | +16  |
| 3    | FK Tcheliabinsk          | 35  | 20 | 11 | 2  | 7  | 24 | 17 | +7   |
| 4    | Rubin-2 Kazan            | 34  | 20 | 10 | 4  | 6  | 34 | 20 | +14  |
| 5    | Volga Oulianovsk         | 33  | 20 | 7  | 12 | 1  | 27 | 11 | +16  |
| 6    | Syzran-2003              | 30  | 20 | 8  | 6  | 6  | 29 | 18 | +11  |
| 7    | Nosta Novotroïtsk        | 22  | 20 | 6  | 4  | 10 | 15 | 26 | -11  |
| 8    | Neftekhimik Nijnekamsk R | 19  | 20 | 5  | 4  | 11 | 19 | 29 | -10  |
| 9    | Lada Togliatti           | 19  | 20 | 4  | 7  | 9  | 21 | 31 | -10  |
| 10   | Dinamo Kirov             | 15  | 20 | 3  | 6  | 11 | 13 | 31 | -18  |
| 11   | Spartak Iochkar-Ola      | 8   | 20 | 1  | 5  | 14 | 12 | 57 | -45  |

Qualifications
- 1er à 6e : groupe promotion

- 7e à 11e : groupe relégation

Abréviations
- R : Relégué de deuxième division

#### Deuxième phase

##### Groupe promotion
| Rang | Équipe                   | Pts | J  | G  | N  | P | Bp | Bc | Diff |
| ---- | ------------------------ | --- | -- | -- | -- | - | -- | -- | ---- |
| 1    | Kamaz Naberejnye Tchelny | 55  | 25 | 16 | 7  | 2 | 39 | 10 | +29  |
| 2    | Zénith Ijevsk            | 42  | 25 | 12 | 6  | 7 | 39 | 24 | +15  |
| 3    | Syzran-2003              | 41  | 25 | 11 | 8  | 6 | 37 | 19 | +18  |
| 4    | FK Tcheliabinsk          | 40  | 25 | 12 | 4  | 9 | 27 | 22 | +5   |
| 5    | Rubin-2 Kazan            | 40  | 25 | 11 | 7  | 7 | 39 | 25 | +14  |
| 6    | Volga Oulianovsk         | 38  | 25 | 8  | 14 | 3 | 29 | 16 | +13  |

Promotion en deuxième division
- 1er : promotion

Relégation en quatrième division
- 5e : rétrogradation

1. ↑  L'équipe 2 du Rubin Kazan est dissoute à l'issue de la saison.

##### Groupe relégation
| Rang | Équipe                   | Pts | J  | G | N | P  | Bp | Bc | Diff |
| ---- | ------------------------ | --- | -- | - | - | -- | -- | -- | ---- |
| 1    | Nosta Novotroïtsk        | 28  | 24 | 7 | 7 | 10 | 22 | 30 | -8   |
| 2    | Neftekhimik Nijnekamsk R | 26  | 24 | 7 | 5 | 12 | 24 | 32 | -8   |
| 3    | Lada Togliatti           | 24  | 24 | 5 | 9 | 10 | 27 | 36 | -9   |
| 4    | Dinamo Kirov             | 20  | 24 | 4 | 8 | 12 | 17 | 36 | -19  |
| 5    | Spartak Iochkar-Ola      | 10  | 24 | 1 | 7 | 16 | 17 | 67 | -50  |

Relégation en quatrième division
Abréviations
- R : Relégué de deuxième division

### Zone Sud
Dans la zone Sud, les vingt-deux équipes sont divisées en deux groupes de onze équipes qui s'affrontent à deux reprises. Les six premiers de chaque groupe à l'issue de cette première phase intègrent le groupe promotion tandis que les autres intègrent le groupe relégation, et s'affrontent à nouveau à deux reprises pour déterminer le classement final.
La crise de Crimée et le rattachement de cette région à la Russie durant le mois de mars 2014 amènent à l'intégration initiale de trois clubs criméens au groupe A pour la saison 2014-2015. L'exclusion par l'UEFA des clubs criméens de toutes compétitions organisées par la fédération russe à partir du 1er janvier 2015, amène cependant à leur retrait en cours de saison et à l'annulation de l'intégralité de leurs résultats.

#### Participants
Légende des couleurs
- Relégué de deuxième division
- Promu de quatrième division

| Club                       | D3 depuis | Classement 2013-2014 |
| -------------------------- | --------- | -------------------- |
| Spartak Naltchik           | 2014      | 10 (D2)              |
| Alania Vladikavkaz         | 2014      | 12 (D2)              |
| Rotor Volgograd            | 2014      | 15 (D2)              |
| Angoucht Nazran            | 2014      | 19 (D2)              |
| Tchernomorets Novorossiisk | 2012      | 2                    |
| Vitiaz Krymsk              | 2013      | 3                    |
| MITOS Novotcherkassk       | 2010      | 6                    |
| FK Astrakhan               | 2000      | 7                    |
| Dinamo-GTS Stavropol       | 2006      | 9                    |
| Torpedo Armavir            | 2009      | 10                   |
| FK Taganrog                | 2006      | 11                   |
| Machouk-KMV Piatigorsk     | 2009      | 12                   |
| Biolog-Novokoubansk        | 2011      | 14                   |
| Droujba Maïkop             | 1999      | 15                   |
| Terek-2 Grozny             | 2013      | 16                   |
| FK Krasnodar-2             | 2013      | 17                   |
| FK Sotchi                  | 2014      | 2 (D4, Sud)          |
| Afips Afipski              | 2014      | 3 (D5, Krasnodar)    |
| Anji-2 Makhatchkala        | 2014      | Formation            |
| TSK Simferopol             | 2014      | Inscription          |
| SKCF Sébastopol            | 2014      | Inscription          |
| Jemtchoujina Yalta         | 2014      | Inscription          |

#### Première phase

##### Groupe A
| Rang | Équipe                     | Pts | J  | G | N | P  | Bp | Bc | Diff |
| ---- | -------------------------- | --- | -- | - | - | -- | -- | -- | ---- |
| 1    | Tchernomorets Novorossiisk | 31  | 14 | 9 | 4 | 1  | 28 | 14 | +14  |
| 2    | Afips Afipski P            | 29  | 14 | 9 | 2 | 3  | 19 | 12 | +7   |
| 3    | Vitiaz Krymsk              | 28  | 14 | 9 | 1 | 4  | 22 | 17 | +5   |
| 4    | Torpedo Armavir            | 24  | 14 | 7 | 3 | 4  | 24 | 18 | +6   |
| 5    | Biolog-Novokoubansk        | 16  | 14 | 5 | 1 | 8  | 16 | 20 | -4   |
| 6    | Droujba Maïkop             | 11  | 14 | 3 | 2 | 9  | 13 | 20 | -7   |
| 7    | FK Krasnodar-2             | 10  | 14 | 3 | 1 | 10 | 15 | 24 | -9   |
| 8    | FK Sotchi P                | 10  | 14 | 2 | 4 | 8  | 14 | 26 | -12  |
| 9    | TSK Simferopol P           | 0   | 0  | 0 | 0 | 0  | 0  | 0  | 0    |
| 10   | SKCF Sébastopol P          | 0   | 0  | 0 | 0 | 0  | 0  | 0  | 0    |
| 11   | Jemtchoujina Yalta P       | 0   | 0  | 0 | 0 | 0  | 0  | 0  | 0    |

Qualifications
- 1er à 6e : groupe promotion

- 7e et 8e : groupe relégation

Relégation
Abréviations
- P : Promu de quatrième division

1. 1 2 3  Les trois clubs criméens du championnat sont exclus de la compétition en cours de saison et voient l'intégralité de leurs résultats annulés.

##### Groupe B
| Rang | Équipe                 | Pts | J  | G  | N | P  | Bp | Bc | Diff |
| ---- | ---------------------- | --- | -- | -- | - | -- | -- | -- | ---- |
| 1    | Dinamo-GTS Stavropol   | 38  | 20 | 11 | 5 | 4  | 23 | 11 | +12  |
| 2    | MITOS Novotcherkassk   | 34  | 20 | 9  | 7 | 4  | 30 | 13 | +17  |
| 3    | Machouk-KMV Piatigorsk | 33  | 20 | 9  | 6 | 5  | 25 | 22 | +3   |
| 4    | Spartak Naltchik R     | 33  | 20 | 9  | 6 | 5  | 28 | 16 | +12  |
| 5    | FK Taganrog            | 28  | 20 | 7  | 7 | 6  | 18 | 18 | 0    |
| 6    | Rotor Volgograd R      | 27  | 20 | 7  | 6 | 7  | 26 | 24 | +2   |
| 7    | Angoucht Nazran R      | 23  | 20 | 5  | 8 | 7  | 13 | 23 | -10  |
| 8    | Anji-2 Makhatchkala P  | 22  | 20 | 5  | 7 | 8  | 14 | 22 | -8   |
| 9    | Alania Vladikavkaz R   | 21  | 20 | 5  | 6 | 9  | 21 | 33 | -12  |
| 10   | Terek-2 Grozny         | 18  | 20 | 3  | 9 | 8  | 12 | 18 | -6   |
| 11   | FK Astrakhan           | 17  | 20 | 4  | 5 | 11 | 19 | 29 | -10  |

Qualifications
- 1er à 5e et 7e : groupe promotion

- 8e à 11e : groupe relégation

Relégation en quatrième division
Abréviations
- R : Relégué de deuxième division

1. ↑  Le Rotor Volgograd se retire de la compétition entre la première et la deuxième phase, sa place dans le groupe promotion est donc attribuée à l'Angoucht Nazran.

#### Deuxième phase
Lors de la deuxième phase, l'intégralité des statistiques de chaque équipes sont remises à zéro.

##### Groupe promotion
| Rang | Équipe                     | Pts | J  | G  | N | P  | Bp | Bc | Diff |
| ---- | -------------------------- | --- | -- | -- | - | -- | -- | -- | ---- |
| 1    | Torpedo Armavir            | 45  | 22 | 14 | 3 | 5  | 37 | 23 | +14  |
| 2    | Vitiaz Krymsk              | 43  | 22 | 14 | 1 | 7  | 38 | 26 | +12  |
| 3    | Tchernomorets Novorossiisk | 43  | 22 | 12 | 7 | 3  | 45 | 21 | +24  |
| 4    | Afips Afipski P            | 41  | 22 | 12 | 5 | 5  | 32 | 18 | +14  |
| 5    | Dinamo-GTS Stavropol       | 36  | 22 | 10 | 6 | 6  | 26 | 21 | +5   |
| 6    | MITOS Novotcherkassk       | 30  | 22 | 9  | 3 | 10 | 24 | 27 | -3   |
| 7    | Machouk-KMV Piatigorsk     | 28  | 22 | 7  | 7 | 8  | 23 | 27 | -4   |
| 8    | Spartak Naltchik R         | 26  | 22 | 7  | 5 | 10 | 26 | 27 | -1   |
| 9    | FK Taganrog                | 21  | 22 | 5  | 6 | 11 | 15 | 31 | -16  |
| 10   | Droujba Maïkop             | 19  | 22 | 5  | 4 | 13 | 20 | 29 | -9   |
| 11   | Biolog-Novokoubansk        | 18  | 22 | 5  | 3 | 14 | 19 | 32 | -13  |
| 12   | Angoucht Nazran R          | 18  | 22 | 4  | 6 | 12 | 17 | 40 | -23  |

Promotion en deuxième division
- 1er : promotion

Relégation en quatrième division
- 2e et 9e : rétrogradation

Abréviations
- P : Promu de quatrième division
- R : Relégué de deuxième division

1. ↑  Le Vitiaz Krymsk et le FK Taganrog sont dissous à l'issue de la saison du fait de problèmes de financement.

##### Groupe relégation
| Rang | Équipe                | Pts | J  | G | N | P | Bp | Bc | Diff |
| ---- | --------------------- | --- | -- | - | - | - | -- | -- | ---- |
| 1    | Anji-2 Makhatchkala P | 19  | 10 | 6 | 1 | 3 | 20 | 15 | +5   |
| 2    | Alania Vladikavkaz R  | 18  | 10 | 6 | 0 | 4 | 15 | 11 | +4   |
| 3    | FK Astrakhan          | 16  | 10 | 5 | 1 | 4 | 23 | 15 | +8   |
| 4    | FK Krasnodar-2        | 16  | 10 | 5 | 1 | 4 | 19 | 17 | +2   |
| 5    | Terek-2 Grozny        | 11  | 10 | 2 | 5 | 3 | 10 | 15 | -5   |
| 6    | FK Sotchi P           | 5   | 10 | 1 | 2 | 7 | 10 | 24 | -14  |

Relégation en quatrième division
- 6e : relégation

- 1er : rétrogradation

Abréviations
- P : Promu de quatrième division
- R : Relégué de deuxième division

1. ↑  L'équipe 2 de l'Anji Makhatchkala est dissoute à l'issue de la saison.